# La Celette
La Celette ist eine französische Gemeinde mit 204 Einwohnern (Stand: 1. Januar 2022) im Département Cher in der Region Centre-Val de Loire; sie gehört zum Arrondissement Saint-Amand-Montrond und zum Kanton Châteaumeillant. 

## Geographie
La Celette liegt etwa 47 Kilometer südsüdöstlich von Bourges. Im Osten des Gemeindegebietes verläuft das Flüsschen Chadet. Umgeben wird La Celette von den Nachbargemeinden Saint-Georges-de-Poisieux im Nordwesten und Norden, Ainay-le-Vieil im Nordosten und Osten, La Perche im Osten und Südosten, Épineuil-le-Fleuriel im Südosten und Süden, Saulzais-le-Potier im Süden und Südwesten sowie Faverdines im Westen.

## Bevölkerungsentwicklung
| Jahr                       | 1962 | 1968 | 1975 | 1982 | 1990 | 1999 | 2006 | 2019 |
| Einwohner                  | 338  | 305  | 221  | 200  | 180  | 181  | 217  | 192  |
| Quellen: Cassini und INSEE |      |      |      |      |      |      |      |      |

## Sehenswürdigkeiten
- Kirche Saint-Paul (vor dem 19. Jahrhundert: Saint-Pierre) aus dem 12. Jahrhundert
- Pfarrhaus
- zahlreiche Weg- und Flurkreuze

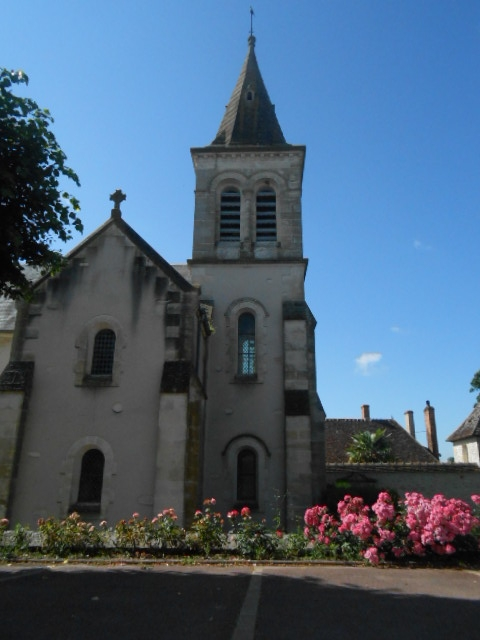
Kirche Saint-Paul
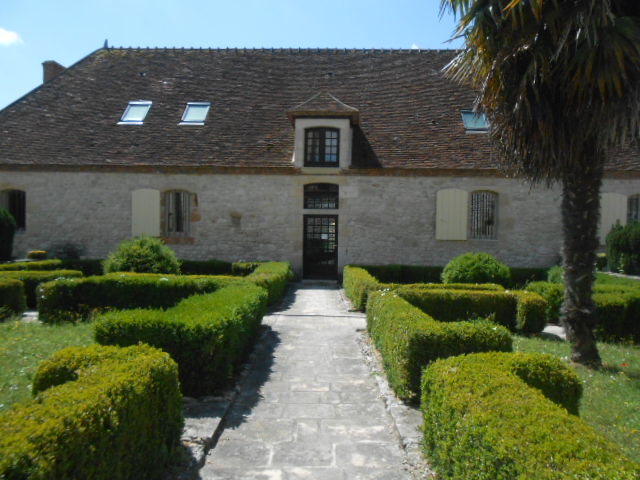
Pfarrhaus
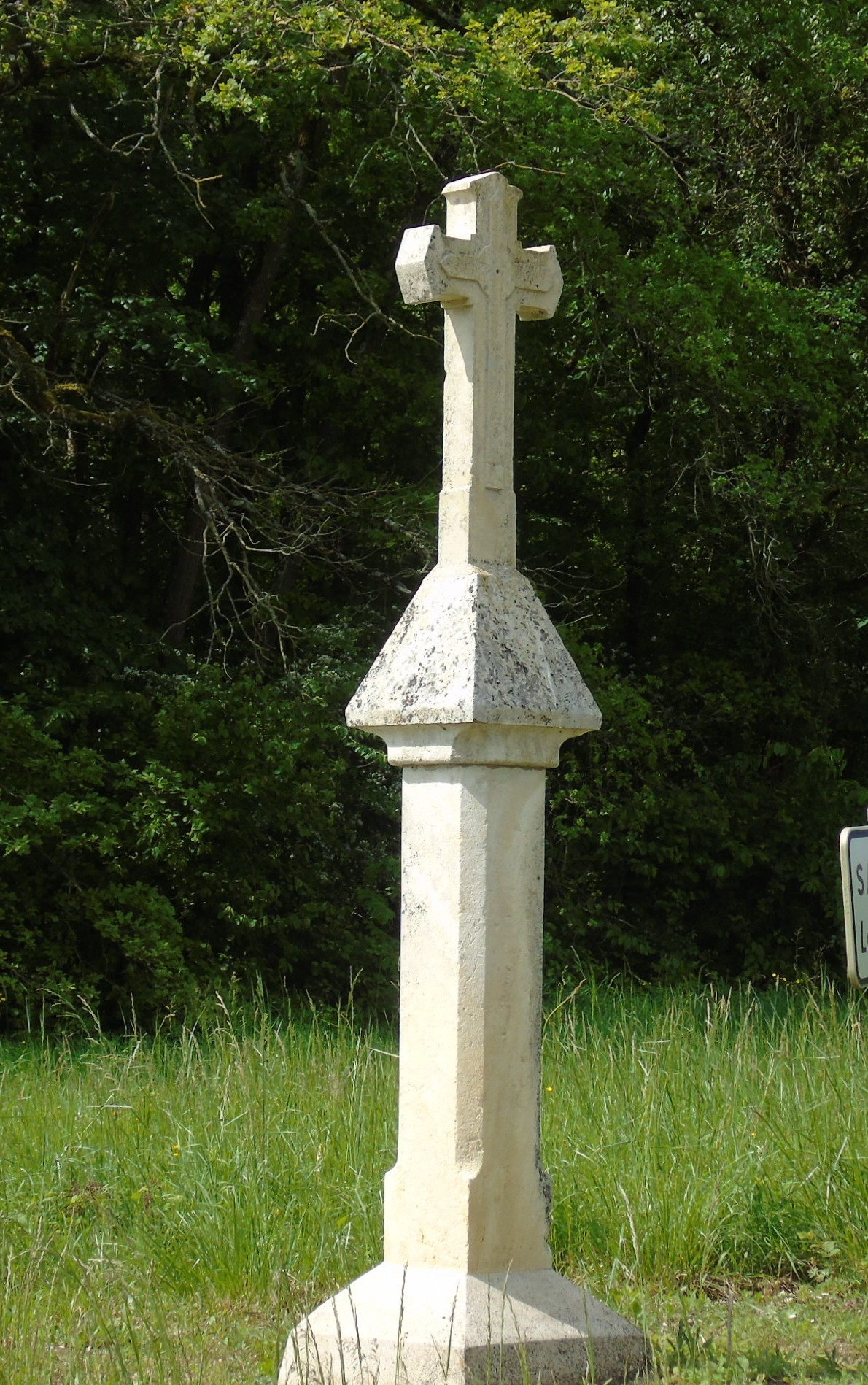
Wegkreuz